# Stidda
La Stidda (étoile ou écharde en sicilien) est une organisation mafieuse originaire du sud de la Sicile, en particulier des villes d'Agrigente, de Catane, de Gela, de Vittoria et de Syracuse. Ses membres se font appeler stiddari ou Stiddarolli, et sont reconnaissables à leur tatouage de cinq points situé entre le pouce et l'index. 
Elle est l'organisation la plus méconnue des mafias italiennes car elle est la plus récente. Complémentaire de la Cosa Nostra dont elle constitue une ramification plus ou moins autonome, elle est rarement comptée dans la partition du crime organisé en Italie.

## Histoire
Malgré des racines qui semblent très anciennes, l'apparition de la Stidda est récente. Son existence a été révélée par un repenti de Cosa nostra, Francesco Marino Mannoia, en 1989 lors de son interrogatoire par le juge Falcone. Ses effectifs totaux sont estimés à 5 000 membres. Certains d'entre eux sont des transfuges de Cosa nostra.
Elle ne dispose pas d'organisation centralisée comme Cosa nostra qui repose sur le système de l'honneur, et diffère de celle-ci en se présentant davantage comme une fédération d'organisations criminelles très locales qui se regroupent dans le seul but de faire du profit. Entre 1983-91, Cosa nostra et Stidda se font la guerre très sanguinairement que restaient 300 tués avec voitures bombes ou armes de feu, inclus les 2 massacres de Porto Empedocle, province d'Agrigente. Particulièrement son guerre c'était avec les Corleonesi du Salvatore Riina, car que les Stiddari refusait d'être exilés par Riina comme Riina avait fait déjà avec les Inzerillo. 
Selon le témoignage d'un autre membre de la mafia, Leonardo Messina, Stidda est une organisation fondée par d'anciens membres de Cosa nostra durant la seconde guerre mafieuse au début des années 1980. Ils furent expulsés pour une ou plusieurs raisons comme pour désobéissance ou même parce que l'un de leurs proches s'était marié avec un policier. Beaucoup de Stiddari le devinrent à la suite de l'assassinat du parrain mafieux Giuseppe Di Cristina. La  Stidda aurait organisé l'assassinat du procureur Rosario Livatino.
En juillet 2002, ses principaux chefs ont été arrêtés (dont le conseiller provincial de Forza Italia).  
Depuis, la Stidda exerce avant tout ses activités sur son territoire, dans le sud de la Sicile, en infiltrant les pouvoirs économiques et politiques, même si elle est implantée également dans le nord de l'Italie à Gênes, Turin, Milan et dans les Pouilles. Certains membres de la Stidda se sont implantés dans le Sud de la France.